# エマヌエル・ベルクマン
エマヌエル・ベルクマン（Emanuel Bergmann, 1972年 - ）とは、ドイツの作家である。

## 経歴
ドイツのザールブリュッケンのユダヤ人家庭に生まれる。
ギムナジウム卒業後ロサンジェルスの大学で映画学とジャーナリズムを専攻。
アメリカとドイツ両国の映画スタジオ、プロダクション、出版社などで働きながら『トリック』を執筆。
10年後の2016年、同作でデビュー。大ベストセラーとなる。

## 邦訳作品
- 『トリック』浅井晶子 訳、新潮社、新潮クレスト・ブックス、2019年3月